# Lenna (album)
Pour les articles homonymes, voir Lenna (homonymie).
Singles
Lenna est le premier album solo de la chanteuse estonienne Lenna éponyme. Il sortit le 18 mai 2010 après la présentation de son premier single de l'album, lors de l'Eesti Laul 2010(sélection nationale estonienne pour l'Eurovision). Elle termina 1re au premier tour et lors de la superfinale (second tour de la finale où passe les 2 premiers du premier tour) elle fut battu de peu par Siren de Malcolm Lincoln mais échoua en demi-finale. 

## Liste des pistes
| Numéro | Titre              | Musique/paroles                                 | Durée |
| ------ | ------------------ | ----------------------------------------------- | ----- |
| 1      | Mida sa teed       | paroles Vaiko Eplik, Lenna Kuurmaa, Martin Kuut | 3.39  |
| 2      | Musta pori näkku   | paroles Eno Raud                                | 4:09  |
| 3      | Kogu tõde Jüriööst | paroles Jarek Kasar                             | 2:40  |
| 4      | Rapunzel           | paroles Vaiko Eplik                             | 3:05  |
| 5      | Tigedad liblikad   | paroles Vaiko Eplik                             | 3:24  |
| 6      | Kotkasilm          | paroles Vaiko Eplik, Jarek Kasar                | 3:02  |
| 7      | Ebaõnn naeratab    | paroles Vaiko Eplik                             | 3:49  |
| 8      | Maailm ei keerle   | paroles Vaiko Eplik                             | 3:01  |
| 9      | Torm               | paroles Vaiko Eplik, Lenna Kuurmaa              | 4:07  |
| 10     | Aed                | Vaiko Eplik; paroles Lenna Kuurmaa              | 3:00  |